# Scolecophis atrocinctus
Scolecophis atrocinctus är en ormart som beskrevs av Schlegel 1837. Scolecophis atrocinctus är ensam i släktet Scolecophis som ingår i familjen snokar. Inga underarter finns listade i Catalogue of Life.
Arten är med en längd upp till 75 cm en liten och smal orm. Den lever i Centralamerika i skogar. Individerna äter mångfotingar och honor lägger ägg. Scolecophis atrocinctus har påfallande tvärband i olika färg och liknar så de giftiga korallormarna.